# Морада (Каліфорнія)
Морада (англ. Morada) — переписна місцевість (CDP) в США, в окрузі Сан-Хоакін штату Каліфорнія. Населення — 4054 особи (2020).

## Географія
Морада розташована за координатами 38°2′19″ пн. ш. 121°14′45″ зх. д. / 38.03861° пн. ш. 121.24583° зх. д. (38.038626, -121.245892).  За даними Бюро перепису населення США в 2010 році переписна місцевість мала площу 7,74 км², з яких 7,72 км² — суходіл та 0,02 км² — водойми.

## Демографія
Згідно з переписом 2010 року, у переписній місцевості мешкало 3828 осіб у 1425 домогосподарствах у складі 1115 родин. Густота населення становила 495 осіб/км².  Було 1503 помешкання (194/км²).
Расовий склад населення:
| - 74,4 % — білих - 10,8 % — азіатів - 1,2 % — чорних або афроамериканців - 0,8 % — вихідців з тихоокеанських островів - 0,7 % — корінних американців - 6,9 % — осіб інших рас |

До двох чи більше рас належало 5,2 %. Частка іспаномовних становила 17,7 % від усіх жителів.
За віковим діапазоном населення розподілялося таким чином: 21,1 % — особи молодші 18 років, 58,0 % — особи у віці 18—64 років, 20,9 % — особи у віці 65 років та старші. Медіана віку мешканця становила 48,4 року. На 100 осіб жіночої статі у переписній місцевості припадало 101,4 чоловіків;  на 100 жінок у віці від 18 років та старших — 99,1 чоловіків також старших 18 років.
Середній дохід на одне домашнє господарство  становив 113 043 долари США (медіана — 105 658), а середній дохід на одну сім'ю — 124 261 долар (медіана — 127 625). За межею бідності перебувало 3,3 % осіб, у тому числі 0,0 % дітей у віці до 18 років та 7,8 % осіб у віці 65 років та старших.
Цивільне працевлаштоване населення становило 1439 осіб. Основні галузі зайнятості: освіта, охорона здоров'я та соціальна допомога — 48,2 %, роздрібна торгівля — 20,8 %, фінанси, страхування та нерухомість — 8,5 %, будівництво — 6,0 %.